# أسطورة إيجور
أسطورة إيجور هي العدد 24 من سلسلة ما وراء الطبيعة، وهي واحدة من الأعداد التي لا دور لبطل الرواية (رفعت اسماعيل) فيها، وتقع احداث الرواية في بولندا بهجوم النازيين بقيادة الجنرال سيدلتز جابلر (عدو بطل الرواية) علي وارسو.

## ملخص القصة
بعد هجوم النازيين بقيادة الجنرال سيدلتز جابلر علي وارسو وتدميرها كلياً وقتل عائلة إيجور بطل الرواية والذي دُفن تحت الأنقاض مما أكسبه قدرة فريدة من نوعها وهي قراءة الأفكار، بعدها إنتقل إيجور إلى أمريكا مع العم اندريه ويموت العم اندريه تاركاً إيجور بمفرده في أمريكا بعدها يكتشف إيجور قدرته على اختراق الأذهان.

## شخصيات العدد
- إيجور تاركوفسكى (بطل الرواية) هو بولندى الاصلى ويعيش في أمريكا وهو يمتلك قدرة على اختراق الأذهان (إدراك خارج الحواس).
- سيدلتز جابلر (عدو بطل الرواية) هو جنرال نازى دمر مدينة (وارسو) وقتل عائلة بطل الرواية وهو صغير.
- العم أندريه ساعد بطل الرواية في أمريكا وقدم له المأوى لكنه مات تاركاً إيجور بطل الرواية وحده في أمريكا.